# Bitwa pod Motye (451 p.n.e.)
Bitwa pod Motye – starcie zbrojne, które miało miejsce ok. roku 451 p.n.e. w trakcie wojny Syrakuz z Sykulami. 
W latach pięćdziesiątych V w. p.n.e. królem autochtonicznych Sykulów na Sycylii ogłosił się Duketios, który zorganizował swój lud na podobieństwo Greków. Po zbudowaniu twierdzy Palike, Dukietos stworzył silną armię. Przez kilka lat stosunki z greckimi poleis układały się poprawnie, jednak w roku 451 p.n.e. Duketios podjął decyzję o zaatakowaniu sąsiednich ziem greckich. Pierwszym sukcesem było zdobycie Etny. Kolejnym celem stało się należące do Akragas silnie ufortyfikowane miasto Motye (Mozia), które Sykulowie oblegli. Wówczas to na odsiecz Akragajczykom zdecydowali się Syrakuzańczycy. Na czele ekspedycji stanął strateg syrakuzański Bolkon. Doszło do bitwy pod oblężonym miastem. Zwycięstwo odniósł Duketios, zmuszając nieprzyjaciół do zamknięcia się w ufortyfikowanym obozie. Wraz z nadchodzącą zimą Syrakuzańczycy opuścili Akragajczyków, co pozwoliło Sykulom na zajęcie miasta.